# Kamiah
Kamiah è una città degli Stati Uniti d'America, situata nello Stato dell'Idaho, nella Contea di Lewis ed in parte nella Contea di Idaho.